# L’Île-d’Elle
L’Île-d’Elle ist eine französische Gemeinde mit 1.505 Einwohnern (Stand: 1. Januar 2022) im Département Vendée in der Région Pays de la Loire. L’Île-d’Elle gehört zum Arrondissement Fontenay-le-Comte und zum Kanton Luçon (bis 2015: Kanton Chaillé-les-Marais). Die Einwohner werden Nellezais genannt.

## Lage
L’Île-d’Elle liegt etwa 24 Kilometer nordöstlich von La Rochelle in den Marais Poitevin. Die Gemeinde liegt im Zwickel des Zusammenflusses des Flusses Vendée (westliche Gemeindegrenze) in den Sèvre Niortaise (südliche Gemeindegrenze). Das Gemeindegebiet gehört zum Regionalen Naturpark Marais Poitevin. Umgeben wird L’Île-d’Elle von den Nachbargemeinden Le Gué-de-Velluire im Norden, Vix im Osten, Saint-Jean-de-Liversay im Südosten sowie Marans im Süden und Westen.

## Bevölkerungsentwicklung
| 1846                      | 1901 | 1921 | 1962 | 1968 | 1975 | 1982 | 1990 | 1999 | 2006 | 2013 |
| 1756                      | 1958 | 1676 | 1467 | 1459 | 1412 | 1357 | 1352 | 1359 | 1393 | 1504 |
| Quelle: Cassini und INSEE |      |      |      |      |      |      |      |      |      |      |

(seit 1962 ohne Zweitwohnsitze)

## Sehenswürdigkeiten

Kirche Saint-Hilaire

- Kirche Saint-Hilaire